# 虔誠之花的晚鐘
《虔誠之花的晚鐘》是由Idea Factory制作發行的戀愛冒險遊戲，在2018年8月30日於日本首次發行，对应PlayStation Vita平台。
2019年7月25日，任天堂Switch重制版《虔誠之花的晚鐘 -ricordo-》於日本發行。繁体中文版由Game Source Entertainment（GSE）于2020年於5月19日發行，此作為Idea Factory於Switch上首次推出之中文版作品，亦為GSE乙女遊戲分部第一部代理作品。
续作《虔誠之花的晚鐘 -Episodio1926-》于2020年11月12日发行。

## 故事大綱

### 虔誠之花的晚鐘 -ricordo-
第一次世界大戰剛結束7年後的1925年，在義大利南部一個叫『布魯羅納』的小鎮上，有三個被稱為布魯羅納黑手黨的組織。 一直平靜地生活在教堂裡的主人公，在一次事件後捲入並暫住在其中一個組織的宅邸之中。

### 虔誠之花的晚鐘 -1926-
1925年秋天，經過在布魯羅納發生的事件後，動盪總算告一段落，女主角也因此度過了一陣短暫平穩的時光。在次年的1926年，
與布魯羅納黑手黨成為戀人的女主角，再次被捲入了危險之中。
布魯羅納的黑手黨們亦要面對前所未有的難題。

## 登場人物

### 主要人物
莉莉安娜‧亞多爾納特 LILIANA ADORNATO 
※可變更姓名
21歲。女主角。於布魯羅內修道院中成長。 她對自己住在修道院之前發生的事情一無所知。 胸前有一個胎記。

但丁‧法爾宗  DANTE FALZONE 
配音：石川界人
23歲，9月17日出生。血型A， 身高178厘米。
法爾宗家族的當家，五年前接替他父親成為法爾宗家族的首領。
作為家族的合法繼承人，他接受了菁英的教育。雖然他經常因為尊重傳統和規則而被視為冷酷無情，但其實富有同情心，很會照顧人。

吉爾伯特‧烈福  GILBERT REDFORD 
配音：森久保祥太郎
26歲，7月26日出生。血型O， 身高182厘米。
維斯康提家族的首領。 左眼戴著眼罩。 性格張揚，強勢有自信，但很容易相處，對每個人都很友好。

楊  YANG
配音：岡本信彦
29歲，12月12日出生。血型B， 身高175厘米。
【老鼠】組織的集團首領。「楊」 只是一個通稱，沒有人知道他的真實名字。 性格喜怒無常，喜歡追求暫時的快樂和自身享受。

尼古拉‧法蘭捷斯卡  NICOLA FRANCESCA
配音：木村良平
28歲，6月28日出生。血型AB，身高177厘米。
法爾宗家族的第二把交椅， 但丁的表哥。 典型的義大利男人，善於和女人相處。
與黑手黨相反，脾氣好，能面不改色地說謊。

奧羅克  ORLOK
配音：豊永利行
18歲，4月23日出生。血型B，身高170厘米。
與布魯羅納的三個黑手黨組織打交道的線人。 沉默寡言，身份神秘，沒有人知道他的來歷。